# 喬蒂莉
喬蒂莉（Natalie Marie Grinham，1978年3月16日—），出生於澳洲昆士蘭，前女子職業壁球运动员。她曾三度奪得英聯邦金牌，曾四度晉身世錦賽決賽均落敗而回。2007年曾排世界第二，2006年前代表澳洲參賽，2008年嫁給荷蘭壁球員Tommy Berden後轉藉荷蘭，胞姊喬珮琛亦是世界頂級壁球員。